# 2240 Tsai
A 2240 Tsai (ideiglenes jelöléssel 1978 YA) a Naprendszer kisbolygóövében található aszteroida. Harvard Obszervatórium fedezte fel 1978. december 30-án.